# Герасимов, Геннадий Иванович
Генна́дий Ива́нович Гера́симов (3 марта 1930, Елабуга — 14 сентября 2010, Москва) — советский и российский дипломат и журналист-международник. Чрезвычайный и полномочный посол.

## Биография
Окончил международный правовой факультет МГИМО МИД СССР в 1953 году. В 1964—1967 годах работал в аппарате ЦК КПСС. С 1978 года один из ведущих телепередачи «Международная панорама». В 1983—1986 годах — главный редактор газеты «Московские новости».
Работал начальником Управления печати Министерства иностранных дел СССР (1986—1990), чрезвычайным и полномочным послом СССР/России в Португалии. 
Наиболее заметным внешнеполитическим заявлением Геннадия Герасимова стало его выступление 25 октября 1989 года в популярной американской телевизионной программе «Доброе утро, Америка» с комментариями по поводу прозвучавшей двумя днями ранее речи Эдуарда Шеварднадзе, в которой министр иностранных дел СССР провозгласил намерение Советского Союза не вмешиваться впредь во внутренние дела других государств, в том числе государств Варшавского договора. В своём комментарии Герасимов в шутку назвал новую внешнеполитическую доктрину СССР доктриной Фрэнка Синатры, имея в виду знаменитую песню Синатры «Я это делал на свой лад» (англ. I Did It My Way), — так и другие страны будут далее жить каждая на свой лад. Декларация Шеварднадзе и комментарий Герасимова, прозвучавшие в самом начале процесса поочередного падения коммунистических правительств в Восточной Европе, стали для всего мира свидетельством отказа СССР от удержания этих стран в сфере своего влияния любой ценой. Название «Доктрина Синатры» стала на некоторое время популярна на Западе как обозначение нового внешнеполитического курса СССР.
После выхода на пенсию в 1990-е годы Герасимов часто выступал в различных СМИ с публицистическими статьями на международные темы.
Скончался 14 сентября 2010 года на 81-м году жизни в Москве. Панихида по Геннадию Герасимову прошла 18 сентября 2010 года в Центральной клинической больнице Москвы. Похоронен на Новодевичьем кладбище.

## Награды и звания
Награждён орденами Отечественной войны II степени, Трудового Красного Знамени, Дружбы народов, «Знак Почёта»; лауреат премии им. В. В. Воровского (в области международной журналистики), «Золотое перо» (Болгария); Американской ассоциацией правительственных коммуникаторов (англ. National Association of Governmental Communicators (NAGC)) объявлен Коммуникатором года (1990) — первый не гражданин США, удостоенный этого звания. Заслуженный работник культуры РСФСР.